# Autodrome de Linas-Montlhéry

Az oválpálya környékének pályarajza.

Az Autodrome de Montlhéry, hivatalos nevén Autodrome de Linas-Montlhéry egy autóverseny-pálya Franciaországban, Párizs közelében. A pályát 1924. október 4-én adták át. Többször is rendeztek itt Grand Prix-versenyeket, 1925-től egészen 1937-ig, kisebb-nagyobb megszakításokkal. Itt veszítette életét Antonio Ascari, Alberto Ascari édesapja, 1925. július 26-án. A legsúlyosabb baleset ezen a pályán 1964-ben történt, amikor két versenyző és három pályamunkás vesztette életét.

A pálya teljes vonalvezetése.

## Más események
A pályán rendezték 1933-ban az országúti kerékpáros világbajnokságot.